# Scherbling
Scherbling ist eine Ortschaft und eine Katastralgemeinde in der Marktgemeinde Neuhofen an der Ybbs im Bezirk Amstetten, Niederösterreich.
Die Ortschaft befindet sich im niederösterreichischen Alpenvorland, im Westen des Mostviertels und  südlich von Amstetten. Am 1. Jänner 2024 zählte die Ortschaft 261 Einwohner.